# Верхососенье Первая Середина
Верхососенье Первая Середина — село в Покровском районе Орловской области России.
Административный центр Верхососенского сельского поселения в рамках организации местного самоуправления и административный центр Верхососенского сельсовета в рамках административно-территориального устройства.

## География
Расположено в 18 км югу от райцентра, посёлка городского типа Покровское, и в 75 км к юго-востоку от центра города Орёл.

### Улицы
| - ул. Административная - ул. Виктора Громова - ул. Казинская - ул. Кирпичная - ул. Колхозная | - ул. Н. Алферьева - ул. Садовая - пер. Почтовый - пер. Складской |

## Население
| 2002 | 2010 |
| ---- | ---- |
| 171  | ↘166 |

Согласно результатам переписи 2002 года, в национальной структуре населения русские составляли 92 % от жителей.